# Pietro II di Urgell
Pietro Jaimez, Pietro d'Aragona. Pero in aragonese, Petri in basco, Pedro in spagnolo, in portoghese e in galiziano, Pere, in catalano, Pedru in asturiano, Pèire in occitano e Pierre in francese (1340 – Balaguer, giugno 1408),  fu barone di Entenza, signore d'Alcolea e di Chiva, barone di Antillón, contessa di Urgel e visconte di Àger dal 1347 fino alla sua morte.

## Origine
Secondo il testamento del padre, Pietro era il figlio primogenito del conte di Urgel, visconte di Àger, barone di Entenza e Antillón, Giacomo I, e di Cecilia di Comminges, che, secondo il testamento del padre (il nonno di Pietro), era figlia primogenita del conte di Comminges e visconte di Turenna, Bernardo VIII († 1336) e della sua terza moglie, Mathe de l'Isle-Jourdain († 1352), figlia di Bernardo Giordano III (†  nel 1340 circa), signore de l'Isle-Jourdain e della moglie, Margherita di Foix.

Giacomo I di Urgell, secondo il capitolo XXXVIII della Cronaca piniatense, era il figlio maschio terzogenito del re d'Aragona, di Valencia e di Sardegna, conte di Barcellona, di Urgell, di Empúries e delle altre contee catalane, Alfonso il Benigno e della sua prima moglie, la baronessa di Entenza (la baronia di Entenza comprendeva una parte di territorio situato tra l'Aragona ed il Sobrarbe) e signora d'Alcolea e di Chiva, baronessa di Antillón, contessa di Urgel e viscontessa di Àger, Teresa di Entenza, che era figlia di Gombaldo di Entenza, barone di Entenza e signore d'Alcolea e di Chiva e dell'erede della contea di Urgell, la baronessa di Antillón, Constanza di Antillón, che come ci conferma il contratto di matrimonio di Teresa era nipote del defunto conte di Urgell, Ermengol X (Gombaldi d´Entença et Constancie uxoris eiusdem, nepotemque Ermengaudi quondam comitis Urgellensis), che come ci conferma la Historia de los condes de Urgel, Volume 9 era figlia di Sancho d'Antillon e di Eleonora d'Urgell, a sua volta figlia del conte Álvaro I d'Urgell e sorellastra dell'ultimo conte della casa di Urgell, Ermengol X, (1260-luglio 1314).

## Biografia
Nell'autunno del 1347, suo padre, Giacomo I, si era recato a Barcellona per la celebrazione del secondo matrimonio di duo fratello, il re della Corona d'Aragona, Pietro IV.
Giacomo I, a Barcellona, morì improvvisamente e si rumoreggiò che fosse stato avvelenato, anzi correva una voce popolare che indicava, come mandante il fratello Pietro IV.

Suo padre, Giacomo I, per la morte improvvisa fu tumulato nel Convento de San Francisco, a Barcellona, anziché, come da sua richiesta testamentaria nella capitale di Urgell, Balaguer; secondo Los cinco libros postreros de la primera parte de los Anales de la Corona de Aragón, v.2, Giacomo fu tumulato a Balaguer (la iglesia de nuestra Señora de Almata de la ciudad de Balaguer), dove pot fu raggiunto dalla moglie, Cecilia, madre di Pietro.
Pietro, nel 1347, gli subentrò nei titoli di conte di Urgel, visconte di Àger, barone di Entenza e Antillón, ed essendo ancora minorenne (aveva circa sette anni), Pietro, la conduzione della contea venne affidato alla tutela della madre, Cecilia di Comminges, che ebbe la reggenza per circa dieci anni.

Infatti il testamento della nonna materna, Mathe de l'Isle-Jourdain, li cita come contessa e conte di Urgell (dominæ Ceciliæ de Convenis comitissæ Urgelli filiæ suæ...Petro comiti Urgelli filio dictæ dominæ Ceciliæ).
Tra il 1363 ed il 1364, Pietro partecipò alla guerra contro Pietro I di Castiglia.
Nel 1364, Pietro (don Pedro Conde de Urgel) fu tra i nobili che furono obbligati a rendere omaggio al re di Navarra, Carlo II, detto il Malvagio.
Pietro, nel 1365, fu tra i luogotenenti del regno di Valencia, e, dopo la difesa di Seborga, nel 1369, ricevette la baronia di Fraga.
Non molto tempo dopo si ritirò a vivere nei suoi domini, dove si fece costruire una casa di campagna a Balaguer, il castello di Agramunt, la chiesa di Castelló de Farfanya ed il chiostro di Àger.
Nel 1396, dopo che Martino I il Vecchio era succeduto come re della corona d'Aragona a Giovanni I il Cacciatore, affrontò Matteo di Foix-Béarn, conte dei Foix e visconte di Béarn e di Castelbon, che aveva invaso il regno d'Aragona, come pretendente al trono per diritto di matrimonio, in quanto marito di Giovanna d'Aragona, e lo respinse, facendo fallire le ambizioni di Matteo e Giovanna.
Pietro (don Pedro Conde de Urgel) morì nel castello di Balaguer (en el castillo de Balaguer), nel giugno 1408, come viene riportato in Los cinco libros postreros de la primera parte de los Anales de la Corona de Aragón, v.2.

A Pietro succedette il figlio maschio primogenito, ancora in vita, Giacomo, come Giacomo II di Urgell, che fu Governatore generale del regno di Aragona, nel 1409, e l'anno dopo, fu uno dei cinque pretendenti al trono di Aragona.

## Matrimoni e discendenza
Pietro, nel 1363, a Cardona, aveva sposato Beatrice di Cardona († 1372), figlia di Hugo Folch de Cardona, primo conte di Cardona e Visconte di Vilamur e della sua prima moglie, Bianca d'Aragona, figlia del Conte di Empúries, Raimondo Berengario (figlio del re d'Aragona, Giacomo II) e della sua prima moglie, Bianca di Taranto.

Pietro da Beatrice ebbe due figli:, mentre secondo Genealogy anche questi due figli erano della seconda moglie:
- Antonio († giovane);
- Beatrice († giovane).

Pietro, che dal 1372, era vedovo, all'inizio del 1376, in seconde nozze, sposò Margherita del Monferrato figlia di Giovanni II Paleologo, Marchese del Monferrato, e della sua seconda moglie, Elisabetta di Maiorca (1337-1404), regina titolare di Maiorca, contessa titolare di Rossiglione e di Cerdagna; Benvenuto di San Giorgio cita una carta datata 27 gennaio 1376 in base alla quale, il patrigno di Elisabetta di Maiorca, Ottone IV di Brunswick-Grubenhagen, tutore dei figli di Giovanni II, il marchese del Monferrato, Secondotto ed i suoi fratelli, Giovanni, Teodoro e Guglielmo (Princeps D. Otto amministratore Dux Brunsvicensis gubernator et tutor ac ... D. Secundiottonis Marchionis Montis Ferrati necnon Joannis, Theodori et Fratrum Guilielmi ipsius D. Marchionis), risolto le questioni relative al testamento del marchese Giovanni II, provvide per il matrimonio della figlia Margherita (D. Margarita eius Filia), con la consulenza di Elisabetta (D. Elisabet consortis suæ), come riportato nel Rerum Italicarum scriptores, tomo XXIII.

Pietro da Margherita ebbe sette figli o nove figli erano tutti di Margherita:
- Leonora (1378-1430), suora a Montblanc[21];
- Cecilia (1379-1460), che sposò Bernardo IV, Visconte di Cabrera[21];
- Giacomo (Balaguer, 1380-Játiva, 1º giugno 1433), che, nel 1408, ereditò il titolo di conte di Urgell[13];
- Isabella (1380-Sijena, 1444), citata nel Los cinco libros postreros de la primera parte de los Anales de la Corona de Aragón, v.2[21];
- Taddeo (1390-1408), citata nel Los cinco libros postreros de la primera parte de los Anales de la Corona de Aragón, v.2[13];
- Giovanni (1396-1410), barone di Entenza e Antillon[13];
- una figlia, che, come confermano le Europäische Stammtafeln libro III, 141 (non consultate) sposò sposò Bernardo Ugo di Rocaberti.

### Fonti primarie
- (LA)  (FR)  Histoire généalogique de la maison d'Auvergne, justifiée par chartes, titres et histoires anciennes et autres preuves authentiques, par Christofle Justel.
- (LA)  (FR)  Histoire généalogique de la maison d'Auvergne justifiée par chartes, titres, histoires anciennes & autres preuves authentiques. Tome 2.
- (LA)  Rerum Italicarum scriptores, Tomo XXIII.
- (ES)  #ES CARTULARIO SAN JUAN DE LA PENA.

### Letteratura storiografica
- (ES)  Historia de los condes de Urgel, Tomo II.
- (CA)  #ES cartulari Xestalgar Archiviato il 2 dicembre 2020 in Internet Archive..
- (ES)  Los cinco libros postreros de la primera parte de los Anales de la Corona de Aragón, v.2.